# Bourgogne-Franche-Comté
Bourgogne-Franche-Comté är en administrativ region i Frankrike. Den bildades den 1 januari 2016 genom en sammanslagning av två tidigare regioner: Bourgogne och Franche-Comté. Regionens största stad och huvudstad är Besançon.

## Indelning
Regionen är indelad i åtta departement.
| Nummer | Departement           | Huvudort        | Region 1982-2015 |
| ------ | --------------------- | --------------- | ---------------- |
| 21     | Côte-d'Or             | Dijon           | Bourgogne        |
| 25     | Doubs                 | Besançon        | Franche-Comté    |
| 39     | Jura                  | Lons-le-Saunier | Franche-Comté    |
| 58     | Nièvre                | Nevers          | Bourgogne        |
| 70     | Haute-Saône           | Vesoul          | Franche-Comté    |
| 71     | Saône-et-Loire        | Mâcon           | Bourgogne        |
| 89     | Yonne                 | Auxerre         | Bourgogne        |
| 90     | Territoire de Belfort | Belfort         | Franche-Comté    |